# Fabio Baldato
Fabio Baldato (Lonigo, 13 giugno 1968) è un dirigente sportivo, ex ciclista su strada e pistard italiano.
Velocista, professionista dal 1991 al 2008, vinse quattro tappe al Giro d'Italia, due al Tour de France e due alla Vuelta a España. Dopo il ritiro è divenuto direttore sportivo per squadre professionistiche.

## Carriera
Avviato al ciclismo dal padre all'età di 13 anni, tra gli Juniores vinse una medaglia d'argento (1985) e una di bronzo (1986) ai mondiali su pista; tra i Dilettanti fu quindi argento nella corsa a punti ai mondiali su pista 1989, oltre a vincere corse su strada quali La Popolarissima (1988), il Trofeo ZSŠDI (1989 e 1990) e il Trofeo Città di Castelfidardo (1990).

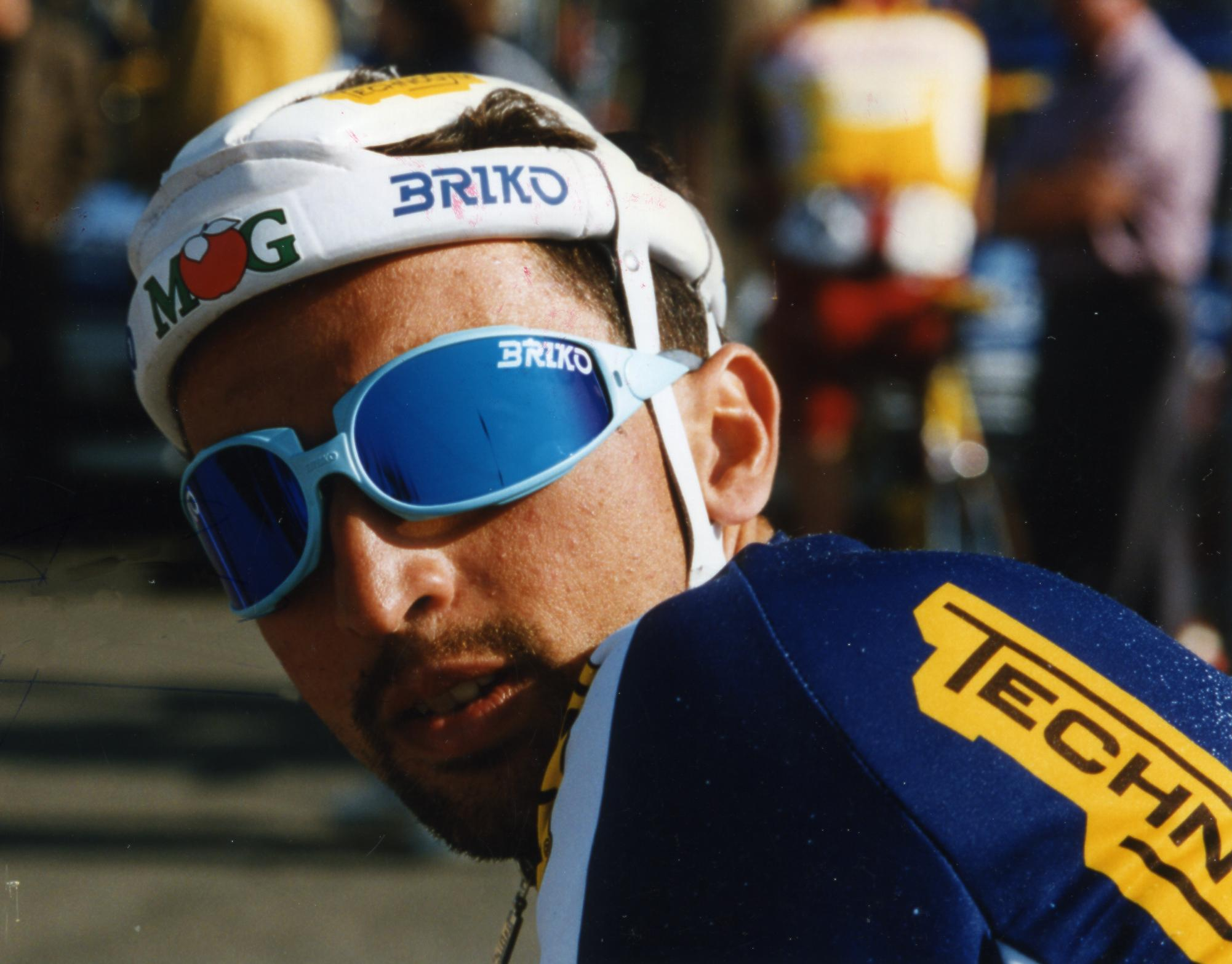
Baldato alla Parigi-Nizza 1997.

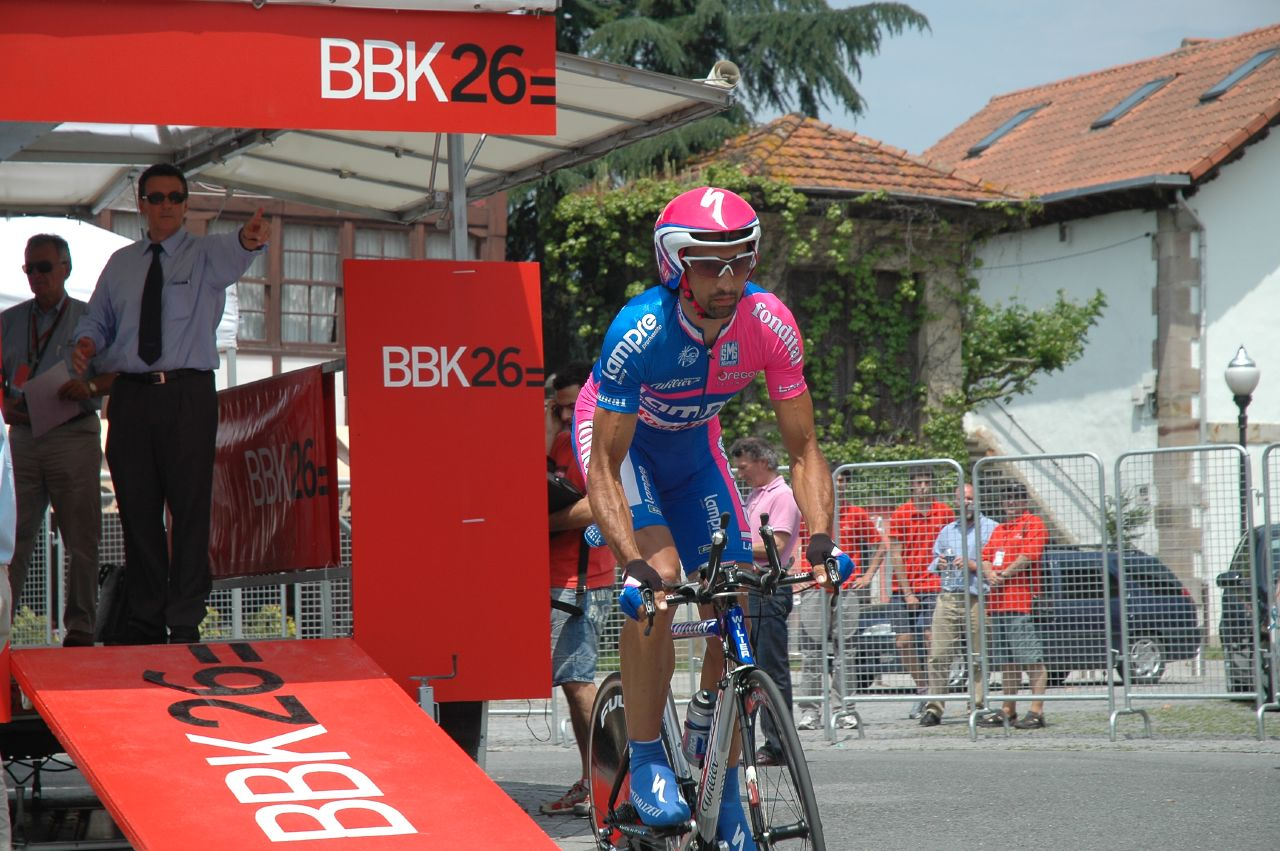
Baldato alla Euskal Bizikleta 2007.

Passò professionista con la Del Tongo nel 1991, e l'anno dopo si trasferì alla GB-MG Boys Maglificio. Nel 1993 ottenne le prime vittorie di una certa importanza, con tre tappe vinte al Giro d'Italia fra cui quella nella passerella finale di Milano. Nel 1994 fu secondo alla Parigi-Roubaix, alle spalle di Andrei Tchmil, in una gara caratterizzata dal maltempo. Dopo la prima vittoria di tappa nel Tour de France l'anno successivo, arrivò il trionfo sui Campi Elisi a Parigi nella stessa Grande Boucle; quell'anno vinse anche due tappe alla Vuelta a España. Nel 1995 e nel 1996 concluse secondo al Giro delle Fiandre, e fu secondo allo sprint anche alla Milano-Sanremo 2000.
La sua carriera fu in seguito minata da un grave infortunio, dal quale faticò a riprendersi, riuscì tuttavia a imporsi ancora una volta in una tappa al Giro d'Italia 2003, a Matera. Dopo alcune difficoltà nel trovare contratto, approdò nel 2007 alla Lampre-Fondital di Giuseppe Saronni. Il 28 agosto 2008, dopo la caduta all'Eneco Tour in cui si fratturò la clavicola e il bacino, annunciò il ritiro dall'attività. In diciotto stagioni da pro vinse 42 corse su strada.
Subito dopo il ritiro è diventato direttore sportivo della sua ultima squadra, la Lampre-NGC; dal 2010 al 2020 è invece uno dei direttori sportivi del BMC Racing Team, noto dal 2019 come CCC Team. Nel 2021, con la chiusura del CCC Team, entra a far parte dello staff tecnico dell'UAE Team Emirates.

## Palmarès
- 1986 (dilettanti)

Campionati italiani, prova in linea junior
- 1988 (dilettanti)

La Popolarissima
- 1989 (dilettanti)

Trofeo ZSŠDI
Gran Premio di Roncolevà
- 1990 (dilettanti)

Trofeo ZSŠDI
Trofeo Città di Castelfidardo
Trofeo Piva
- 1991 (Del Tongo, una vittoria)

Gran Premio Cepagatti
- 1992 (GB, una vittoria)

1ª tappa Sun Tour (Gradle Mountain > Stanley)
- 1993 (GB, cinque vittorie)

1ª tappa Setmana Catalana (Calafell > Segur de Calafell)
4ª tappa Giro d'Italia (Lago di Scanno > Marcianise)
16ª tappa Giro d'Italia (Lumezzane > Borgo Val di Taro)
21ª tappa Giro d'Italia (Biella > Milano)
3ª tappa Giro dei Paesi Bassi (Huizen > Hardenberg)
- 1994 (GB, quattro vittorie)

2ª tappa Parigi-Nizza (Gien > Nevers)
4ª tappa Parigi-Nizza (Clermont-Ferrand > Saint-Étienne)
1ª tappa Niederösterreich Rundfahrt
2ª tappa Niederösterreich Rundfahrt
- 1995 (MG Maglificio, sei vittorie)

2ª tappa, 2ª semitappa Tour Méditerranéen (Béziers > Juvignac)
1ª tappa Volta a la Comunitat Valenciana (Calp > Calp)
8ª tappa, 1ª semitappa Parigi-Nizza (Mandelieu-la-Napoule > Nizza)
2ª tappa Driedaagse De Panne - Koksijde (Oostduinkerke)
1ª tappa Tour de France (Dinan > Lannion)
Rund um die Nürnberger Altstadt
- 1996 (MG Maglificio, cinque vittorie)

3ª tappa Tour de Luxembourg (Niederanven > Beckerich)
21ª tappa Tour de France (Palaiseau > Parigi)
Coppa Bernocchi
6ª tappa Vuelta a España (Almería > Malaga)
7ª tappa Vuelta a España (Malaga > Marbella)
- 1998 (Riso Scotti, due vittorie)

Rund um den Henninger-Turm
2ª tappa Tour de Romandie (Saignelégier > Montreux)
- 1999 (Ballan, due vittorie)

5ª tappa Tour Méditerranéen (Arles > Béziers)
2ª tappa Post Danmark Rundt (Odder > Grindsted)
- 2000 (Fassa Bortolo, una vittoria)

3ª tappa Parigi-Nizza (Nevers > Belleville)
- 2001 (Fassa Bortolo, una vittoria)

4ª tappa Tour de Luxembourg (Wiltz > Diekirch)
- 2002 (Fassa Bortolo, cinque vittorie)

2ª tappa Giro della Riviera Ligure di Ponente (Pietra Ligure > Alassio)
Trofeo Pantalica
Giro della Provincia di Siracusa
Trofeo dell'Etna
3ª tappa, 1ª semitappa Driedaagse De Panne - Koksijde (De Panne)
- 2003 (Alessio, cinque vittorie)

1ª tappa Étoile de Bessèges (Saint-Cannat > Sainte-Tulle)
Classifica generale Étoile de Bessèges
2ª tappa Driedaagse De Panne - Koksijde (Zottegem > Koksijde)
2ª tappa Giro d'Italia (Copertino > Matera)
2ª tappa Tour de Pologne (Tczew > Olsztyn)
- 2004 (Alessio, due vittorie)

1ª tappa Tour de Pologne (Danzica > Gdynia)
4ª tappa Tour de Pologne (Inowrocław > Kalisz)
- 2006 (Tenax, una vittoria)

2ª tappa Giro d'Austria (Linz > Salisburgo)
- 2007 (Lampre, una vittoria)

1ª tappa Giro d'Austria (Mayrhofen > Mayrhofen)

### Altri successi
- 1993 (GB)

Offenbach (Criterium)
- 1995 (MG Maglificio)

2ª tappa, 1ª semitappa Tour Méditerranéen (Béziers, cronosquadre)
4ª tappa Hofbrau Cup (Esslingen, cronosquadre)
Nürnberg (Criterium)
- 2002 (Fassa Bortolo)

1ª tappa Tour Méditerranéen (Berre-l'Étang, cronosquadre)
- 2003 (Alessio)

Classifica punti Driedaagse De Panne - Koksijde
- 2004 (Alessio)

Memorial Denis Zanette (Criterium)
- 2006 (Tenax)

Lienz (Criterium)
- 2007 (Lampre)

1ª tappa Tour de Pologne (Varsavia, cronosquadre)

## Piazzamenti

### Grandi Giri
- Giro d'Italia

1991: ritirato (13ª tappa)
1993: 88º
1994: ritirato (20ª tappa)
1995: ritirato (4ª tappa)
1997: ritirato (19ª tappa)
1998: ritirato (17ª tappa)
1999: 103º
2000: non partito (2ª tappa)
2001: 79º
2003: 76º
2005: 130º
2008: 109º
- Tour de France

1995: ritirato (5ª tappa)
1996: 63º
1997: ritirato (15ª tappa)
1998: ritirato (15ª tappa)
2001: 81º
2002: 132º
2003: ritirato (6ª tappa)
2004: 135º
- Vuelta a España

1992: ritirato (6ª tappa)
1996: ritirato (12ª tappa)
2000: 98º
2002: ritirato (8ª tappa)
2005: 116º

### Classiche monumento
- Milano-Sanremo

1994: 6º
1995: 10º
1996: 6º
1997: 60º
2000: 2º
2001: 112º
2002: 52º
2003: 40º
2004: 16º
2005: 80º
2007: 105º
2008: 104º
- Giro delle Fiandre

1994: 6º
1995: 2º
1996: 2º
1998: 13º
2000: 12º
2001: 31º
2002: ritirato
2003: 4º
2004: 61º
2005: 14º
2006: 41º
2007: 73º
2008: 62º
- Parigi-Roubaix

1994: 2º
1995: 7º
1997: 15º
1998: ritirato
2000: 40º
2001: ritirato
2002: ritirato
2003: 11º
2004: 25º
2005: ritirato
2007: 10º
2008: 10º
- Liegi-Bastogne-Liegi

1997: 87º
- Giro di Lombardia

1997: ritirato
1998: ritirato
1999: ritirato
2004: ritirato

### Competizioni mondiali
- Campionati del mondo su strada

Utsunomiya 1990 - In linea Dilettanti: 25º
- Campionati del mondo su pista

Lione 1989 - Corsa a punti Dilettanti: 2º
- Giochi olimpici

Seoul 1988 - In linea: 6º
Atlanta 1996 - In linea: 7º

## Riconoscimenti
- Premio Italia professionisti nel 1996
- Premio alla carriera dell'Associazione Nazionale Ex Corridori Ciclisti nel 2009